# Kang Deuk-soo
Dans ce nom coréen, le nom de famille, Kang, précède le nom personnel.
Kang Deuk-soo  (coréen : 강득수), né le 16 août 1961 en Corée du Sud, est un footballeur international sud-coréen, qui évoluait au poste de milieu de terrain, avant de devenir ensuite entraîneur.

## Biographie

### Carrière de joueur

#### Carrière en club
Kang Deuk-soo joue en faveur du Lucky-Goldstar Hwangso et du Hyundai Horang-i.
Il dispute 178 matchs en première division sud-coréenne, inscrivant 22 buts.

#### Carrière en sélection
Avec les moins de 20 ans, il participe à la Coupe du monde des moins de 20 ans 1981 organisée en Australie. Lors du mondial junior, il joue trois matchs : contre l'Italie, la Roumanie, et le Brésil.
Il joue en équipe de Corée du Sud entre 1980 et 1986[réf. nécessaire].
Il figure dans le groupe des sélectionnés lors de la Coupe du monde de 1986. Lors du mondial organisé au Mexique, il ne joue aucun match.

## Palmarès
| Lucky-Goldstar Hwangso - Championnat de Corée du Sud (1) : - Champion : 1985. - Vice-champion : 1986 et 1989. |  | Yukong Elephants - Championnat de Corée du Sud : - Vice-champion : 1991. |